# Antoine Ferrand
Antoine Ferrand (* 1678 in Paris; † 6. November 1719 ebenda) war ein französischer Jurist und libertinistischer Dichter.

## Leben

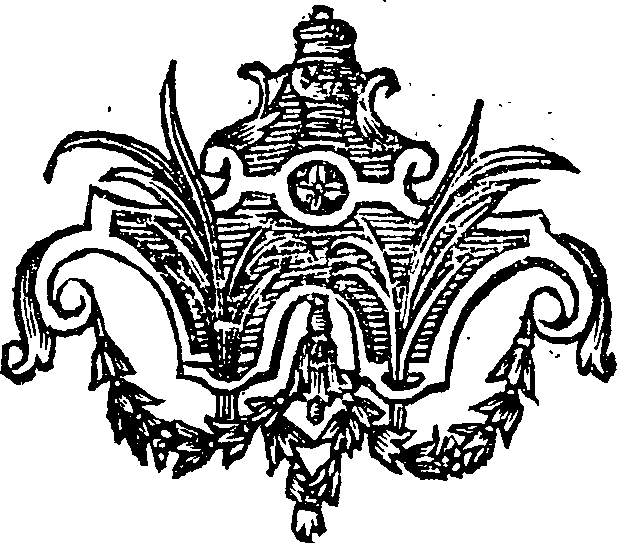
Fleuron auf dem Titelblatt der Pièces libres de M. Ferrand, 1738

Die Familie Ferrand hatte ab 1596 in Paris das Amt eines Lieutenant particulier au Châtelet inne. Antoine Ferrand wurde 1678 als Sohn des Michel Ferrand und der Schriftstellerin Anne Ferrand, geborene Bellinzani († 1740), geboren. Die Eltern trennten sich bereits 1686. Von etwa 1690 bis 1996 besuchte Antoine Ferrand das Jesuitenkolleg Louis-le-Grand (heute Lycée Louis-le-Grand). 1702 erhielt er nach einem Jurastudium das Amt eines Conseiller a la Cour des Aides de Paris. Antoine Ferrand verkehrte in dem epikureisch-freidenkerischen Kreis um Philippe de Vendôme und wurde durch seine libertinen, Homosexualität einschließenden, Gedichte und Liedtexten zu Melodien von François Couperin bekannt. Er war mit der Schriftstellerin Charlotte de Pelard de Sivry, Comtesse de Fontaines eng befreundet. Gemeinsam mit ihr arbeitete er an einer kleinen Oper, deren erster Akt durch François Collin de Blamont vertont wurde. Antoine Ferrand verstarb am 6. November 1719 in Paris.

## Werk
Antoine Ferrands freizügige Gedichte zirkulierten zu seinen Lebzeiten weitgehend handschriftlich. Einige Gedichte Ferrands erschienen 1715 in der in La Haye erschienenen Anthologie Recueil de Pièces. 1738 erschien mit dem Impressum Londres posthum die Pièces Libres et Poësies de quelques auteurs sur divers sujets, die allerdings nur auf den ersten 21 Seiten Gedichte von Ferrand enthalten. Neben schwächeren, meist erotischen, Texten anderer Autoren endet der Band mit dem Erstdruck des Epitre à Uranie und einer frühen Fassung von Le Mondain von Voltaire. Das Bändchen erlebte bis zum Ende des 18. Jahrhunderts mehrere Auflagen. Wolfgang Amadeus Mozart vertonte in Mannheim im Winter 1777/1778 Ferrands Gedicht Oiseaux, si tous les ans, KV 307/284d, das er Jean Monnets Anthologie françoise, ou Chansons choisies, depuis le 13e siècle jusqu’à présent (S. 119) entnahm. Auch Voltaire schätzte dieses Gedicht Ferrands und verglich es in einem Brief, abgedruckt in der Gazette litteraire vom 6. Juni 1764, mit der Lyrik Petrarcas.

## Veröffentlichungen
- Recueil de Pieces de Poësie, Band 2, La Haye, 1715.
- Pièces Libres de M. Ferrand et Poësies de quelques auteurs sur divers sujets, Godwin Harald, Londres, 1738 Digitalisat auf Gallica BnF
- Pièces Libres de M. Ferrand et Poësies de quelques auteurs sur divers sujets, Godwin Harald, Londres, 1744 Digitalisat auf Gallica BnF